# Water Eaton (Buckinghamshire)
Water Eaton – osada w Anglii, w Buckinghamshire, w dystrykcie (unitary authority) Milton Keynes. Leży 6,1 km od miasta Milton Keynes, 20,1 km od miasta Aylesbury i 68,4 km od Londynu. W 1931 roku civil parish liczyła 180 mieszkańców. Water Eaton jest wspomniana w Domesday Book (1086) jako Etone.